# Echinolaophonte mirabilipes
Echinolaophonte mirabilipes är en kräftdjursart som beskrevs av Wells 1979. Echinolaophonte mirabilipes ingår i släktet Echinolaophonte och familjen Laophontidae. Inga underarter finns listade i Catalogue of Life.